# Michele Melillo
Michele Melillo (* 1977 in Fürstenfeldbruck, Deutschland) ist ein deutscher Maler und Zeichner mit italienischen Wurzeln.

## Leben
Von 2001 bis 2007 studierte er bei Axel Kasseböhmer an der Akademie der Bildenden Künste in München. Von 2007 bis 2013 war er dessen Assistent.
Seitdem arbeitet er als freier Künstler in München.
Michele Melillo beschäftigt sich mit Zeit. Durch Gebrauch von Versatzstücken der Kunstgeschichte wie der barocken Ornamentik, antiker Architekturen oder moderner Farbfeldmalerei verweist er gleich einer Hommage auf die ihm vorangegangene Kunst, bricht diese aber durch wilde Kombinatorik und dem Fehlen von Stringenz in ihrer Verwendung. Er schafft somit vollkommene neue Tendenzen in der zeitgenössischen Zeichnung und Malerei.
Melillo wird in den USA von der Artventures Gallery in Menlo Park, CA vertreten, sowie von Nicole Gnesa, München und Emanuel von Baeyer, London.

## Ausstellungen (Auswahl)

### Einzelausstellungen
- 2005: Michele Melillo. Gemälde und Arbeiten auf Papier, Galerie Florian Walch, München
- 2007: André Mason & Michele Melillo. Zeichnungen und Arbeiten auf Papier, Galerie Florian Walch, München
- 2013: À Rebours, Nicole Gnesa Galerie, München
- 2014: Sala Consilina, Nicole Gnesa Galerie, München
- 2017: Go Overboard!, Nicole Gnesa Galerie, München
- Lost Part, IAM Munich, München
- Buon Viaggio, Art Ventures Gallery, Menlo Park CA, USA
- 2019: R E S E T, Nicole Gnesa Galerie, München
- 2020: Weiterleiten - Referral, Emanuel von Baeyer, London

### Gruppenausstellungen
- 2006: Galerie 18 m, Berlin
- 2009: Jahresgaben. Tanzschule Projects, München
- 2012: Zoo on, Weltraum München
- 2016: Jahresgaben, Kunstverein München
- 2015: Konglomerat, Kunstpavillon, München
- 2018: Papier // Philip Grözinger / Fee Kleiß / Michele Melillo / Marlon Wobst, Nicole Gnesa Galerie, München
- 2011: Acchrochage: Klaus Dauven, Katja Donnerstag, Philip Emde, Andrea Esswein, Maito Firmino, Jan Glisman, Yvonne Klasen, Michele Melillo, Julja Schneider, Timothy Shearer, David Zahnke, Marco Zumbé, Galerie Dominik Mühlhaupt, Köln

## Publikationen
- Michele Melillo. Hrsg.: Nicole Gnesa, Text Veit Ziegelmaier, Englisch-Deutsch, Hirmer Verlag, ISBN 978-3-7774-3392-9